# Heike Ahlgrimm
Heike Ahlgrimm (* 6. Juni 1975 in Leipzig) ist eine deutsche Handballtrainerin und ehemalige Handballspielerin.

## Spielerin
Ahlgrimm erlernte das Handballspielen bei Sirokko Neubrandenburg, dem SC Empor Rostock und dem SV Fortuna ’50 Neubrandenburg. Mit 19 Jahren wechselte sie zur HSG Herrentrup/Blomberg, wo sie sechs Jahre lang spielte und entscheidend zum Aufstieg und zur Etablierung der Lipper in der Bundesliga beitrug. Im Jahr 2000 wechselte die 1,78 Meter große Rückraumspielerin für zwei Jahre zum Buxtehuder SV, 2002 schloss sie sich dem TSV Bayer 04 Leverkusen an. 2010 kehrte sie zur HSG Blomberg-Lippe zurück, wo sie nach der Bundesligasaison 2010/11 ihre Karriere als Spielerin beendete.
Heike Ahlgrimm absolvierte bis zu ihrem Rücktritt 2004 insgesamt 90 Spiele für die deutsche Nationalmannschaft. Mit dem Team nahm sie an der Europameisterschaft 2002 und der Weltmeisterschaft 2003 teil.

## Trainerin
Von 2010 bis 2012 war Ahlgrimm bei der HSG Blomberg-Lippe als hauptamtliche Trainerin und Jugendkoordinatorin tätig. Von 2012 bis 2014 war sie Trainerin der Bundesligamannschaft von Bayer Leverkusen. In der Saison 2015/16 war sie bei der HSG Bensheim/Auerbach als C-Jugendtrainerin und Leiterin einer Akademie tätig. Anschließend übernahm sie das Traineramt der Damenmannschaft bei der HSG Bensheim/Auerbach. Unter ihrer Leitung stieg die HSG Bensheim/Auerbach nach der Zweitligasaison 2016/17 in die Bundesliga auf. Unter ihrer Leitung stand die HSG Bensheim/Auerbach 2023 im Finale des DHB-Pokals und wurde 2024 deutscher Vizemeister. Nach der Saison 2024/25 wird sie den Verein verlassen.
Ahlgrimm wird ab dem September 2025 als Chef-Bundestrainerin des weiblichen Nachwuchs beim DHB tätig sein.

## Erfolge
als Spielerin
- Gewinn des EHF Challenge Cups 2004/05 mit dem TSV Bayer 04 Leverkusen
- Gewinn des DHB-Pokals 2009/10 mit dem TSV Bayer 04 Leverkusen

als Trainerin
- Gewinn der Zweitligasaison 2016/17 und Aufstieg in die Bundesliga mit der HSG Bensheim/Auerbach
- Vizepokalsieger 2022/23 mit der HSG Bensheim/Auerbach
- Vizemeister 2023/24 in der Bundesliga mit der HSG Bensheim/Auerbach